# Kubova Huť
Kubova Huť (německy Kubohütten) je obec v okrese Prachatice v Jihočeském kraji. Leží na území Chráněné krajinné oblasti Šumava, zhruba osm kilometrů jižně od Vimperka. Žije zde 96 obyvatel. Kubova Huť a celá podboubínská krajina je vyhledávaným místem pro letní i zimní rekreaci. Kubova Huť patří do římskokatolické farnosti Horní Vltavice.

## Historie
Obec Kubova Huť vznikla na počátku 18. století jako jedna z četných šumavských sklářských osad. První písemná zmínka o vesnici pochází již z roku 1728, kdy zde Johann Podschneider založil sklářskou huť; sklárna zanikla v roce 1736. Nově vzniklá osada dostala své jméno po zámeckém hejtmanovi Gubovi. Rozkládá se v nadmořské výšce kolem 1 000 metrů, v místech, kudy v minulosti procházela historicky známá Zlatá stezka.

## Obyvatelstvo
| Rok            | 1869 | 1880 | 1890 | 1900 | 1910 | 1921 | 1930 | 1950 | 1961 | 1970 | 1980 | 1991 | 2001 | 2011 | 2021 |
| -------------- | ---- | ---- | ---- | ---- | ---- | ---- | ---- | ---- | ---- | ---- | ---- | ---- | ---- | ---- | ---- |
| Počet obyvatel | 153  | 129  | 137  | 140  | 141  | 135  | 151  | 55   | 56   | 56   | 64   | 67   | 114  | 89   | 78   |
| Počet domů     | 17   | 20   | 19   | 21   | 24   | 25   | 26   | 24   | 11   | 11   | 15   | 18   | 39   | 43   | 47   |

## Obecní správa
V roce 1869 Kubova Huť patřila jako osada obce k Vltavici v okrese Prachatice. V letech 1880–1990 patřila jako část obce k Horní Vltavici v okrese Prachatice (1880–1930), posléze v okrese Vimperk (1950) a později opět v okrese Prachatice a od 24. listopadu 1990 je samostatnou obcí.

### Obecní symboly
Znak a vlajka byly obci uděleny rozhodnutím předsedy Poslanecké sněmovny Parlamentu České republiky dne 25. listopadu 2003.

## Doprava
Přes obec vede mezinárodní silnice I/4 Vimperk - Strážný - Pasov.
V roce 1899 byla vybudována železniční trať spojující Vimperk a Volary. Na této trati se v Kubově Huti nachází dopravna, která je svou polohou ve výšce 995 m nad mořem nejvýše položeným nádražím v Česku.

## Společnost

### Školství
- Nejbližší školou je Základní škola a mateřská škola Horní Vltavice[11]

### Kultura
- Muzeum Zlaté stezky[12]

### Sport
- Ski areál
- Discgolfové hřiště

## Pamětihodnosti
V obci je několik historických budov, např. u Kubešů, u Götzů, které jsou ukázkou původní šumavské architektury. Typickou schwarzenberskou myslivnou z roku 1908 je budova, která je na kraji obce.
V jižním sousedství obce se rozkládá přírodní rezervace Hornovltavické pastviny. Při hlavní silnici, asi 600 m severozápadně od nádraží, roste památný strom – jasan ztepilý.
30 metrů vysoký jasan rostl u stavení pod silnicí Kubova Huť – Vimperk. Ochrana zrušena 8. 8. 2013, pokácen 15. 12. 2013.

## Osobnosti
- Jan Evangelista Chadt-Ševětínský (26. února 1860 Kubova Huť – 15. března 1925 Praha) – český lesník, historik a autor článků a knih o lesnictví a myslivosti.

## Galerie

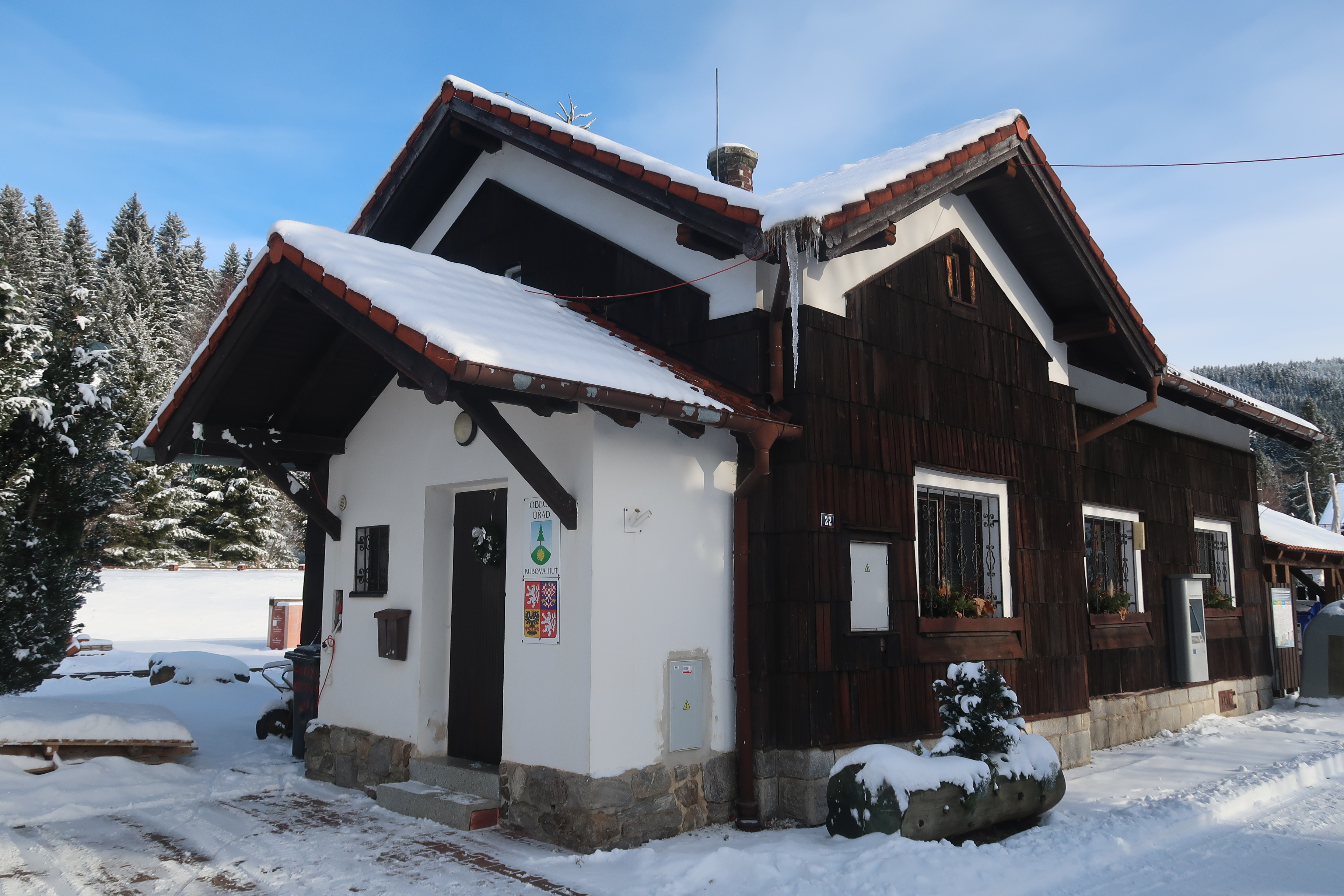
Obecní úřad
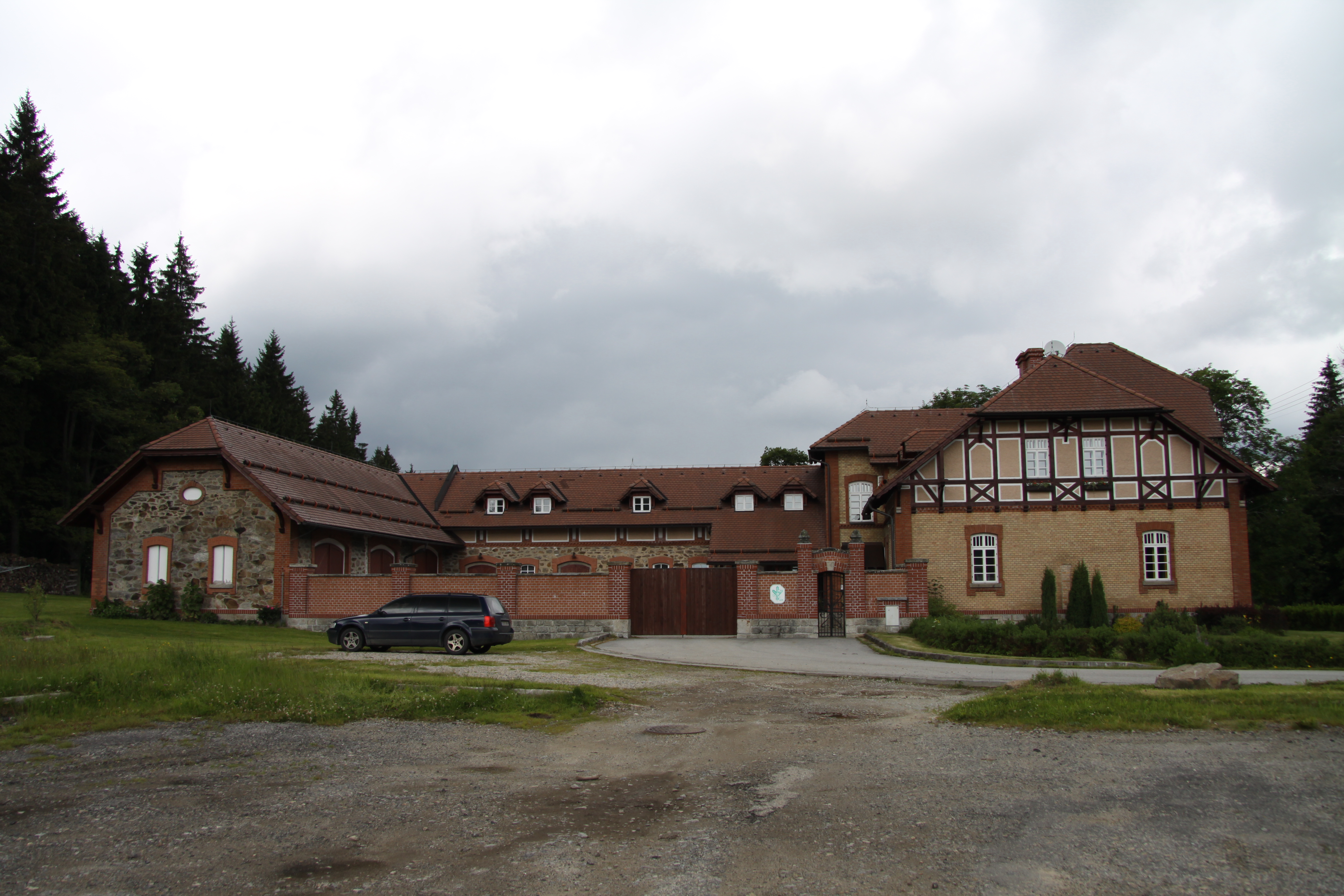
Schwarzenberská lesovna
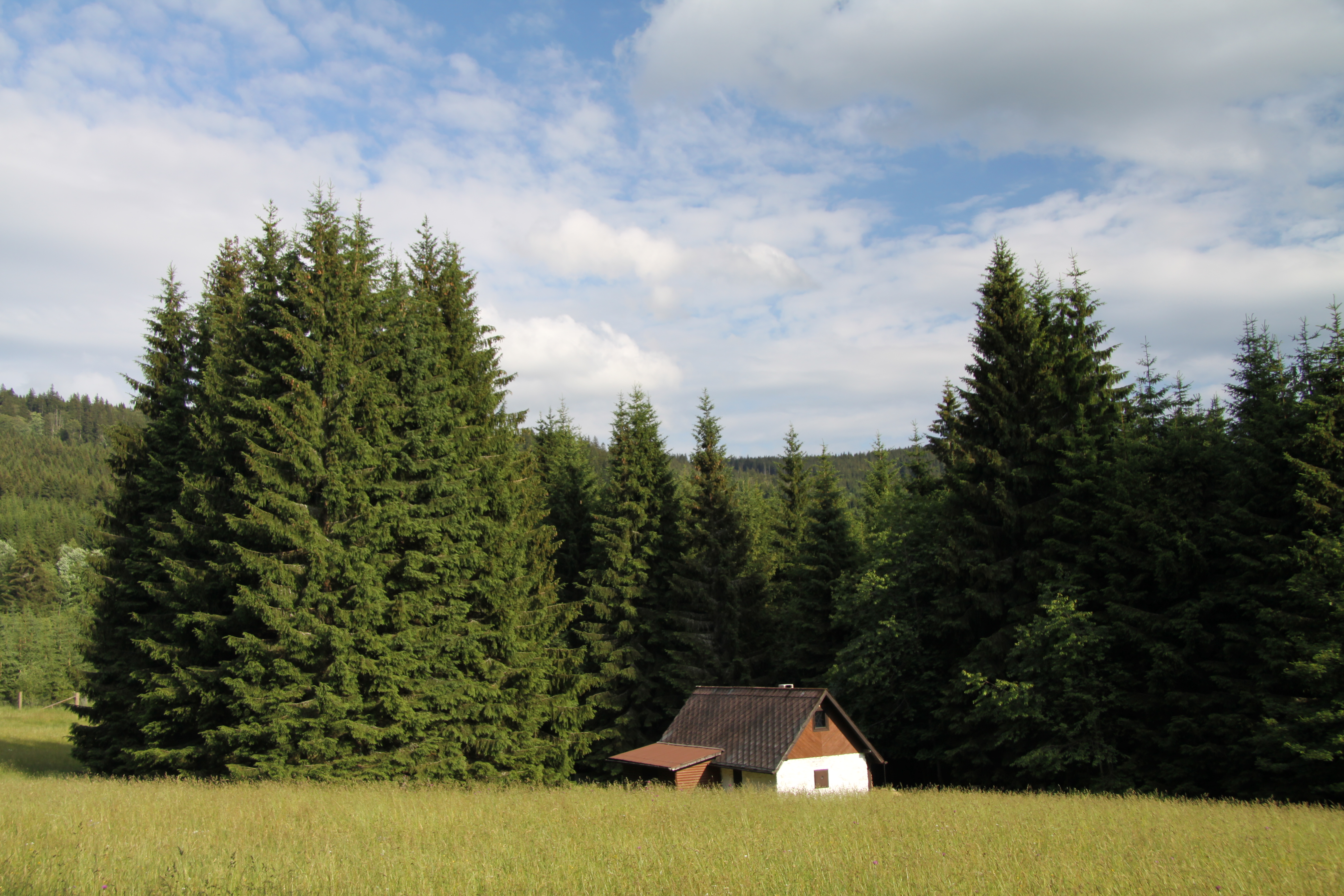
Samota směrem po modré na Boubín
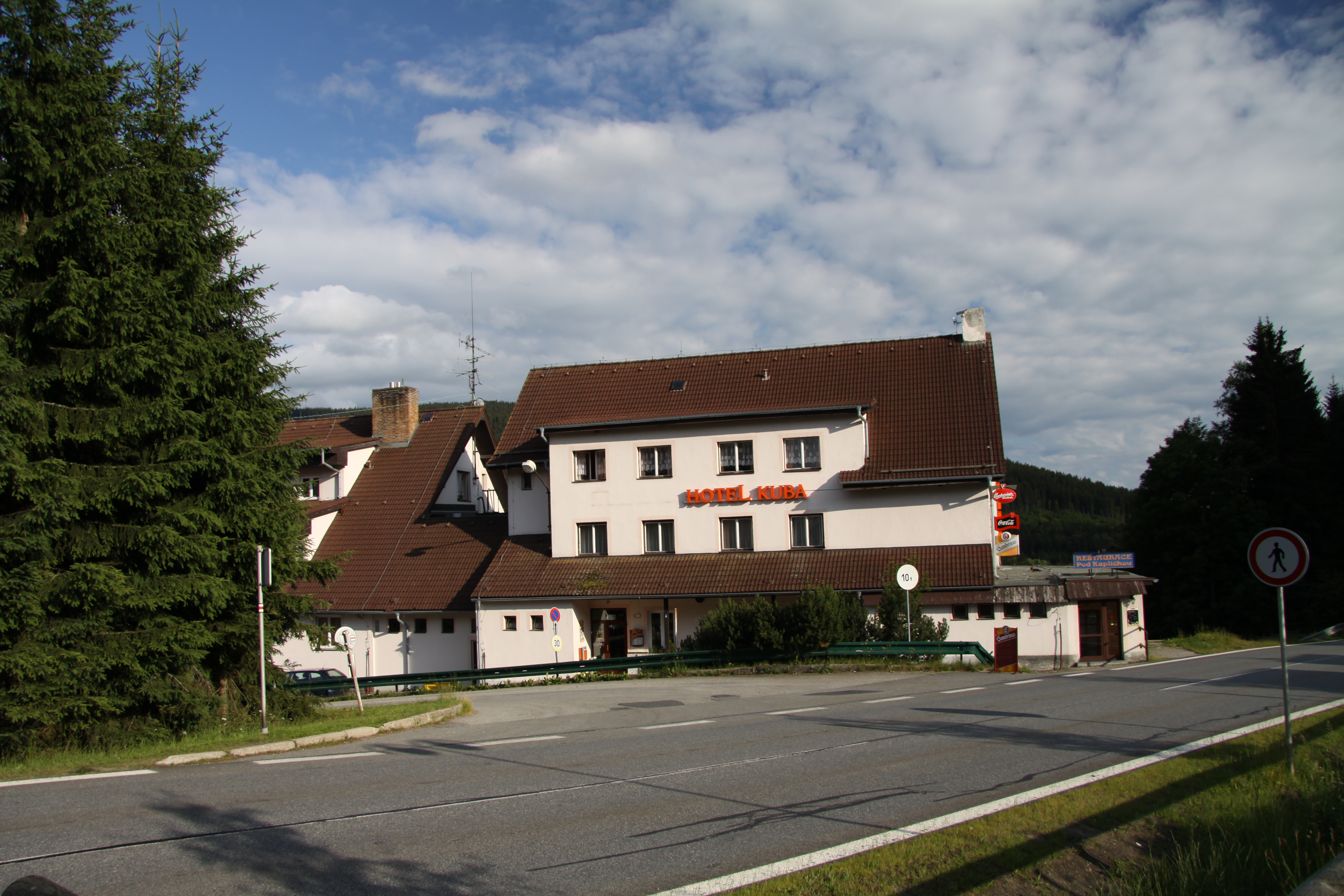
Hotel Kristian
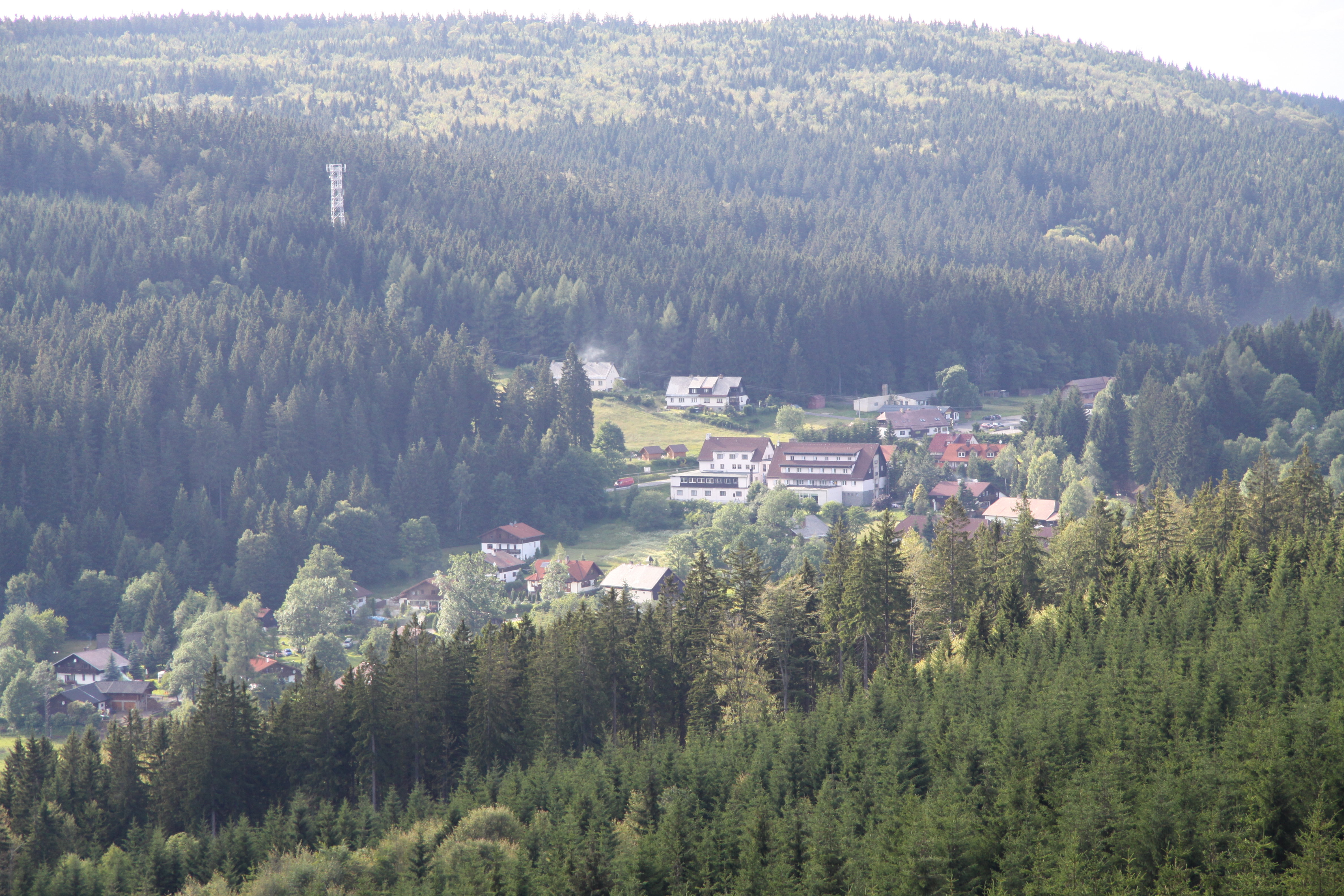
Celkový pohled na obec
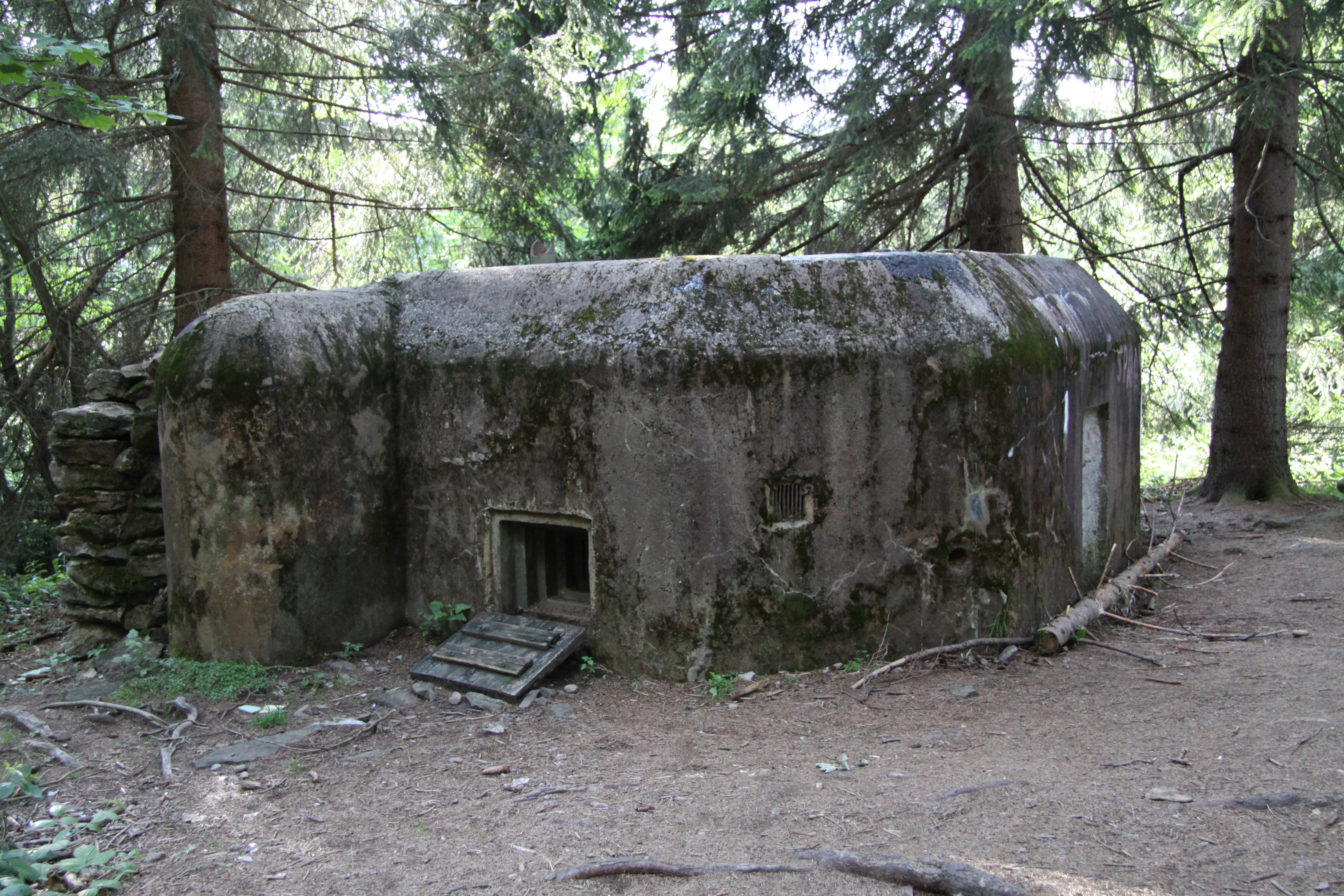
Opevnění z období první republiky na okraji obce